# Государство Сирия (1925—1930)
Государство Сирия — государственное образование в составе Французского мандата в Сирии и Ливане, провозглашённое французскими властями 1 декабря 1924 года и фактически образованное 1 января 1925 года. 

## История
Государство Сирия стало преемником Сирийской федерации, образованной в 1922 году путём объединения Государства Дамаск и Государства Алеппо (с 1923 года включавшего также санджак Александретта, впоследствии ставший турецким илом Хатай). Область Алавитов, входившая в состав Сирийской федерации, не вошла в состав Государства Сирия, с 1 января 1925 года став отдельной административной единицей мандата — Государством Алавитов. Флаг Государства Сирия был оставлен без изменений по сравнению с принятым в 1922 году для Сирийской федерации. Первым президентом Государства Сирия стал президент Сирийской федерации Субхи Бей Баракат аль-Халиди. В 1926 году администрацию недолго возглавлял француз Пьер-Алип, Франсуа, в 1926—1928 годах президентом был Ахмад Нами, а в 1928 году на эту должность был избран Тадж эд-Дин аль-Хасани.
В 1925 году территория Государства Сирия стала основным центром крупного восстания, начавшегося в другом государственном образовании в рамках французского мандата — Государстве Джабаль аль-Друз, — подавленного французскими властями в 1927 году. В 1928 году в Государстве Сирия была основана партия «Национальный блок», ставившая себе цель добиться полной независимости страны. С принятием 14 мая 1930 года конституции Государство Сирия было преобразовано в Сирийскую республику, в состав которой в конце 1936 года вошли Государство Алавитов (в 1930 году преобразованное в санджак Латакия) и Государство Джабаль аль-Друз.